# Robin Flower
Robin Ernest William Flower (16 octobre 1881 - 16 janvier 1946) est un poète et érudit britannique, un celticiste, anglo-saxoniste et traducteur de la langue irlandaise. Il est communément connu en Irlande sous le nom de "Bláithín" (Petite Fleur).

## Biographie
Il est né à Meanwood dans le Yorkshire et fait ses études à la Leeds Grammar School. Ses parents, Marmaduke et Jane, sont issus de familles d'ascendance irlandaise. Il reçoit une bourse pour étudier les classiques au Pembroke College d'Oxford et obtient son diplôme avec les premiers honneurs en 1904, avant d'obtenir un travail d'assistant au British Museum en 1906. C'est au cours de ses premières années au musée qu'il commence à apprendre l'irlandais, les autorités du musée soutenant son étude de la langue en Irlande. Il épouse Ida Mary Streeter en 1911.
Il travaille à partir de 1929 comme conservateur adjoint des manuscrits au British Museum et, complétant l'œuvre de Standish Hayes O'Grady, y compile un catalogue des manuscrits irlandais.
Il écrit plusieurs recueils de poésie, des traductions des poètes irlandais pour Cuala Press et des vers sur l'île de Blasket. Il visite Blasket pour la première fois en 1910, sur la recommandation de Carl Marstrander, son professeur à la School of Irish Learning de Dublin,. il y a acquis le surnom irlandais Bláithín. Il suggère une origine nordique pour le nom "Blasket". Sous l'influence de Flower, George Derwent Thomson et Kenneth Hurlstone Jackson s'intéressent à Blasket.

## Travaux
En tant qu'érudit de l'anglo-saxon, il écrit sur l'Exeter Book. Il recense des interpolations dans le Old English Bede, de Laurence Nowell,. Son travail sur Nowell comprend la découverte en 1934, dans la transcription de Nowell, du poème Seasons for Fasting,.
Il traduit des écrits de Tomás Ó Criomhthain, son professeur de langue irlandaise sur les îles Blasket et écrit un mémoire, The Western Island ; Ou, le Grand Blasket (1944), illustré par sa femme Ida. Le recueil d'essais The Irish Tradition (1947) est souvent cité et réimprimé en 1994; il comprend L'Irlande et l'Europe médiévale, sa conférence commémorative John Rhŷs de 1927.